# Demandice
Demandice (bis 1927 slowakisch Demändice oder Demanová; deutsch Demenditz, ungarisch Deménd) ist eine Gemeinde im Süden der Slowakei mit 915 Einwohnern (Stand 31. Dezember 2024), die zum Okres Levice, einem Teil des Nitriansky kraj gehört.

## Geographie

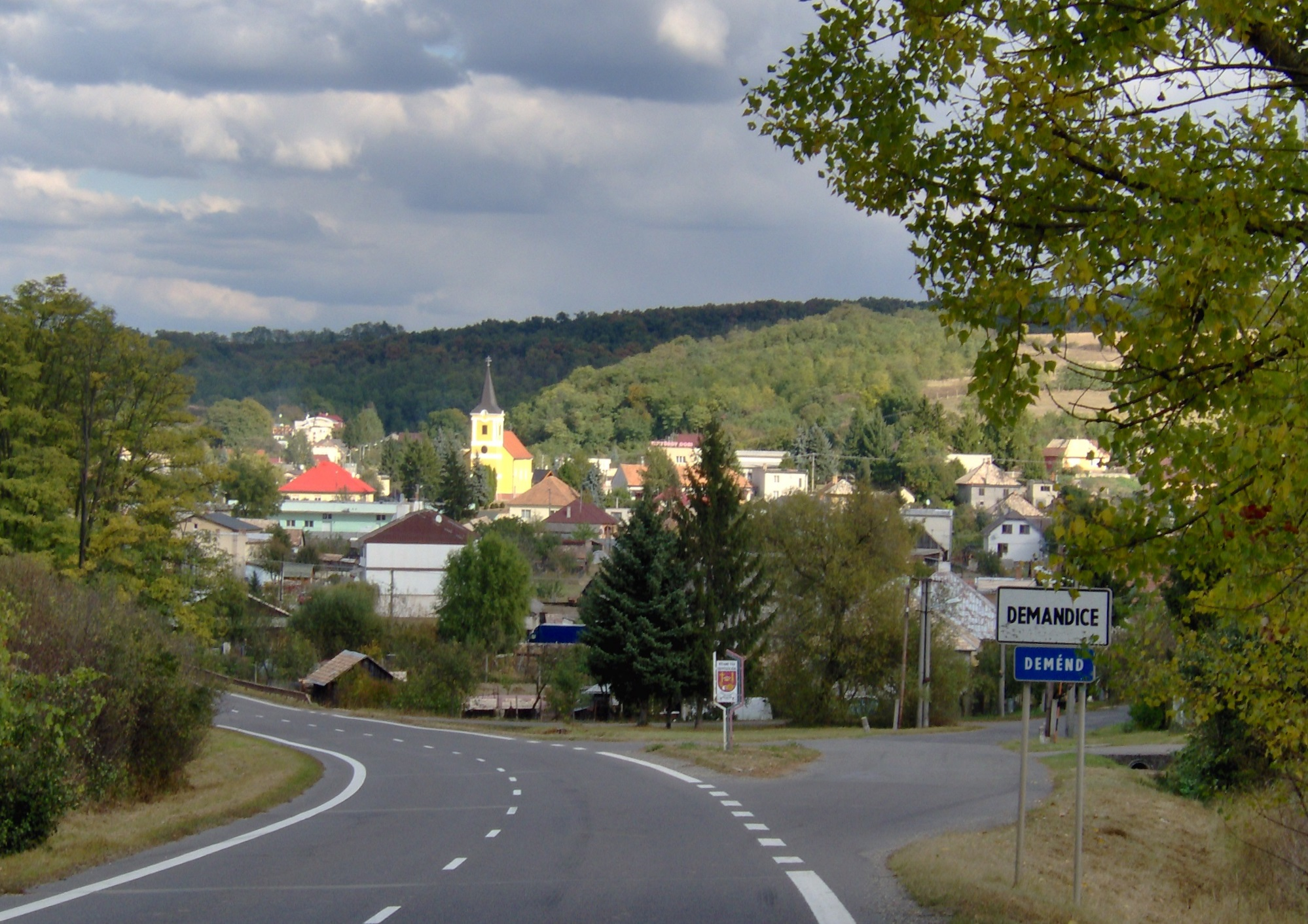
Blick auf den Ort

Die Gemeinde befindet sich im Hügelland Ipeľská pahorkatina (Teil des slowakischen Donautieflands) im Tal des Baches Búr, der wenige Kilometer flussabwärts in den Ipeľ mündet. Das Ortszentrum liegt auf einer Höhe von 133 m n.m. und ist 16 Kilometer von Šahy sowie 19 Kilometer von Levice entfernt.

## Geschichte
Das Gemeindegebiet ist archäologischen Untersuchungen zufolge seit dem Neolithikum dauerhaft besiedelt. Bedeutend sind Überreste der Siedlungen der Čaka-Kultur (Jungbronzezeit) sowie eine slawische Siedlung aus dem 10.–12. Jahrhundert.
Der Ort wurde zum ersten Mal 1291 als Damian schriftlich erwähnt und gehörte damals dem Geschlecht Deméndi de Theszéri. Im 18. Jahrhundert stammten die Besitzer aus dem Geschlecht Grassalkovich, im 19. Jahrhundert waren es Simonyi, Benyovszky, Palugyay und andere. Während der Türkenkriege im 16. und 17. Jahrhundert war das Dorf zeitweise verwüstet. Nach der Schlacht von Austerlitz bewohnte Fürst Michail Illarionowitsch Kutusow drei Tage in Demandice. 1828 sind 124 Häuser und 718 Einwohner verzeichnet, die in Landwirtschaft sowie Weinbau beschäftigt waren.
Bis 1918/1919 gehörte der Ort im Komitat Hont zum Königreich Ungarn und kam danach zur Tschechoslowakei. Nach dem Ersten Weltkrieg kam es zum Zuzug der Familien aus der Mittelslowakei. Auf Grund des Ersten Wiener Schiedsspruches lag er 1938–45 noch einmal in Ungarn.
Der Ortsteil Hýbec wurde zum ersten Mal 1276 als Hebuch schriftlich erwähnt. Aus dem alten Dorf ist heute eine Einzelsiedlung geworden.

## Bevölkerung
| Jahr                | 1994 | 2004    | 2014    | 2024   |
| ------------------- | ---- | ------- | ------- | ------ |
| Anzahl der Personen | 1031 | 1001    | 1000    | 915    |
| Unterschied         |      | −2,90 % | −0,09 % | −8,5 % |

| Jahr                | 2023 | 2024    |
| ------------------- | ---- | ------- |
| Anzahl der Personen | 919  | 915     |
| Unterschied         |      | −0,43 % |

Ergebnisse nach der Volkszählung 2001 (1036 Einwohner):
| Nach Ethnie: - 66,41 % Slowaken - 32,34 % Magyaren - 0,58 % Roma - 0,29 % Deutsche - 0,29 % Tschechen | Nach Konfession: - 90,93 % römisch-katholisch - 4,92 % konfessionslos - 2,70 % evangelisch - 0,48 % keine Angabe - 0,10 % griechisch-katholisch - 0,10 % orthodox |

## Bauwerke

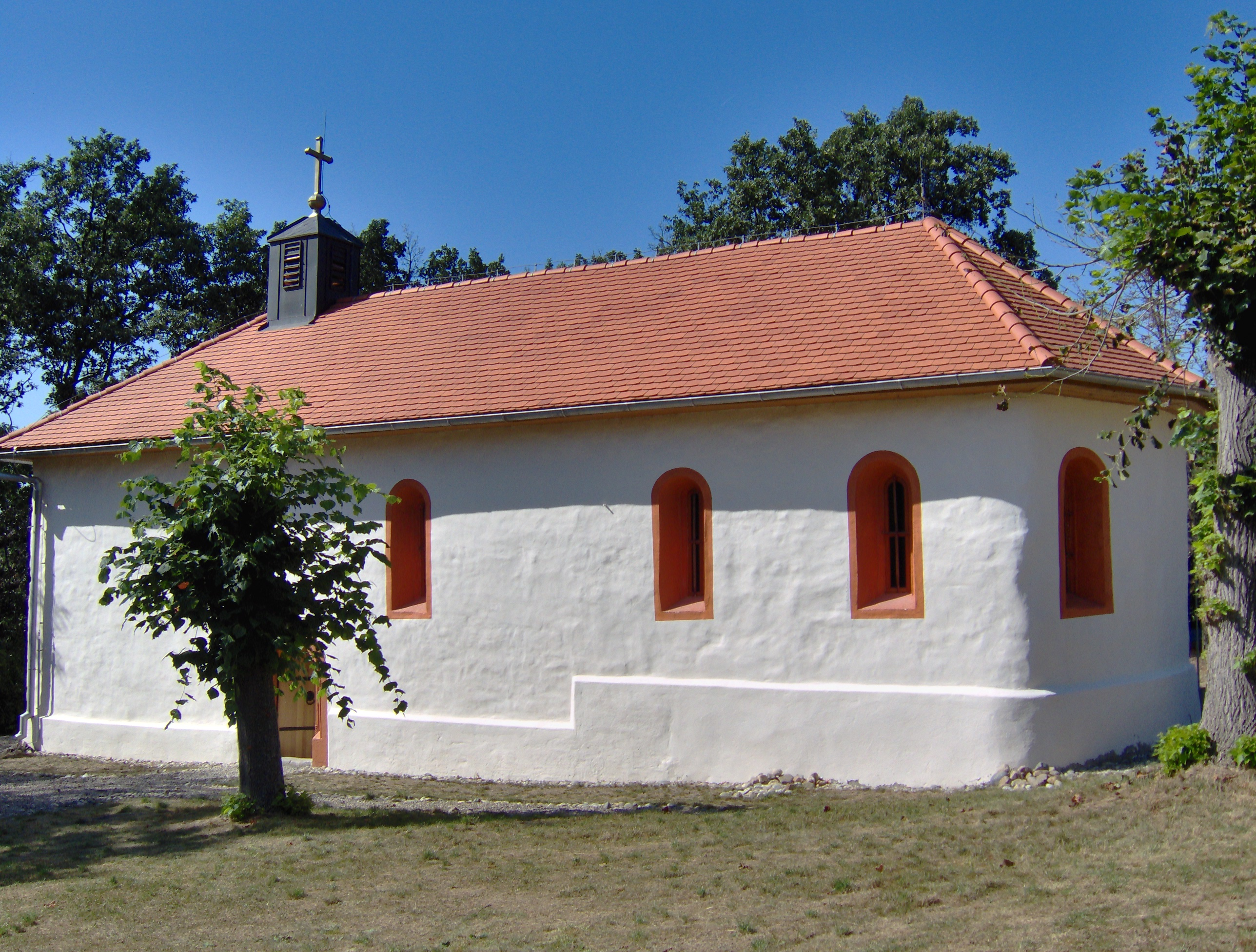
Helenakirche im Ortsteil Hýbec

- römisch-katholische Erzengel-Michael-Kirche aus dem 14. Jahrhundert, umgebaut im 18. Jahrhundert, heute im barocken Stil
- römisch-katholische Helenakirche im Ortsteil Hýbec, ursprünglich im romanischen Stil im 11. Jahrhundert erbaut (andere Quellen geben erst das 13. Jahrhundert an)
- Landschloss im frühbarocken Stil aus dem Ende des 17. Jahrhunderts
- Landsitz im spätbarocken Stil aus dem späten 18. Jahrhundert